# Isabella De Bernardi
Isabella De Bernardi, née à Rome le 12 juillet 1963 et morte dans la même ville le 26 mai 2021, est une actrice italienne.

## Biographie
Isabella De Bernardi est née à Rome le 12 juillet 1963 et est la fille du scénariste Piero De Bernardi. Elle a joué entre autres dans Un sacco bello, Le Marquis s'amuse (Il Marchese del Grillo) et Borotalco, , .
Vers la fin des années 1980, elle abandonne sa carrière d'actrice et s'installe à Milan, où elle se marie, a deux enfants et commence à travailler dans la publicité, devenant directrice artistique de l'agence Young & Rubicam.
Isabella De Bernardi est morte à Rome le 26 mai 2021, à l'âge de 57 ans.

## Filmographie

### Cinéma
- 1980 : Un sacco bello de Carlo Verdone (1980)
- 1981 : Le Marquis s'amuse (Il marchese del Grillo) de Mario Monicelli
- 1982 : Borotalco de Carlo Verdone
- 1982 : Io so che tu sai che io so d' Alberto Sordi
- 1989 : Il bambino e il poliziotto de Carlo Verdone

### Télévision
- 1987 : I ragazzi della 3 C  – série TV, 6 épisodes.